# 欽定歷代職官表
《欽定歷代職官表》，為清朝官方編修的各朝代官制解說、考證專書。

## 編纂經過
乾隆四十五年（1780年）由多羅質郡王永瑢、多羅儀郡王永璇、武英殿大學士阿桂等人領銜奉敕編撰；四十八年（1783年）十月初稿成書六十三卷進呈。
惟乾隆帝認為不盡理想，「復念歷朝官制典籍俱存，宜備溯源流、明其利弊，庶前規可鑑，法戒益昭」，敕命四庫全書館總纂官紀昀等人續纂，「考證排次，輯綴是編」，五十四年（1789年）成書七十二卷進呈欽定。
《欽定歷代職官表》仿照《唐六典》，以清朝官制為主軸綱領，其下分列三代至明朝之歷代官制建置，援引淵博文獻以考證沿革、比較異同，每個官署部門或官職各列出一表，並將清代職官所設名稱、員額、品級、職掌記明於各表標題之下。其他官職如古代有而清代所無，或曾經建置而後世廢除，都採納而另附於篇後，以供讀者參考審訂。凡機關首長、次官、僚屬俱全列出，以明綱紀；其兼任、無正任官職而所職掌重要，如軍機處之類也另編專表，以崇職守；八旗及新疆封爵官秩，是前代所未有，並詳列考證，以表明清代之創建優越處。
紀昀等編者在續纂序中記編書目的：各朝代的政治派系勢力若大致能相互維持平衡則政權穩定，權力有所偏重則統治權必轉移，因此由一時代之官制優缺點，可以知悉朝政之興衰。自《史記》、《漢書》始，史書中編有將相及百官公卿列表，其後如《唐書》之〈宰相表〉、《宋史》之〈宰輔表〉、《明史》 之〈內閣七卿表〉皆類似。但是這類〈表〉所記僅任免年月，與官制解說無關，且都是斷代史書，不相連貫，查詢檢索頗為困難；其他如孫逢吉所作《職官分紀》考證抄錄詳實，但該書專注於詞藻，無助於實際政治。因此，《欽定歷代職官表》自訂定凡例時便一切聽由乾隆帝裁示，務求做到「包括古今、貫串始末、旁行斜上、援古證今、經緯分明，參稽詳密」。成書之後，「上下數千年分職率屬之制，元元本本，罔弗具焉」，起到「百爾臣工，各明厥職，用以顧名而思義，亦益當知所儆勖矣」之功能。

### 黃編本
道光二十五年（1845年），湖南沅州府黔陽縣教諭黃本驥將官修七十二卷版本刪除釋文、僅保留原有表格六十七篇以及清朝官制之簡略說明，節編成六卷，名為《歷代職官表》。然黃編本職官表未增訂乾隆四十五年以後的官職添設、裁併情形，也未修正官本中的錯處。

## 參與編修人員
《欽定歷代職官表》卷首〈辦理歷代職官表諸臣職名〉詳列姓名與官銜。
- 正總裁：永瑢、永璇、永瑆、阿桂、英廉、嵇璜、和珅、福隆安
- 副總裁：梁國治、曹文埴、彭元瑞、王、金簡、董誥、陸費墀、沈初
- 續纂：紀昀、陸錫熊、孫士毅
- 總校：陸費墀
- 提調：德昌、百齡、范鏊、蔣謝庭
- 纂修：馮集梧、鮑之鍾、顧宗泰、沈叔埏、周有聲、柴模、吳樹萱、張經田、范澐
- 收掌：約宗武、兆顯、赫倫泰、朝樂

## 格式
- 四部類目：史部，職官類/政書類，官制之屬，通制。
- 現存版本：乾隆四十五年武英殿刊本、乾隆間寫文淵閣四庫全書本、光緒八年上海黃氏刊本。
- 卷數：七十三卷（定稿，含卷首一卷）、六卷（上海黃氏刊本）。
- 冊數：三十六冊。
- 裝訂：線裝。
- 版面：文淵閣四庫全書本每頁面八行，每行二十一字。行格四周雙烏絲欄，板心白口、單魚尾，中縫上記「欽定四庫全書」，中記「欽定歷代職官表」及頁次、左為卷次。

## 延伸阅读
[在维基数据编辑]
 在维基文库阅读本作品原文（ 在维基共享资源阅览影像）